# Teoría de la acción razonada

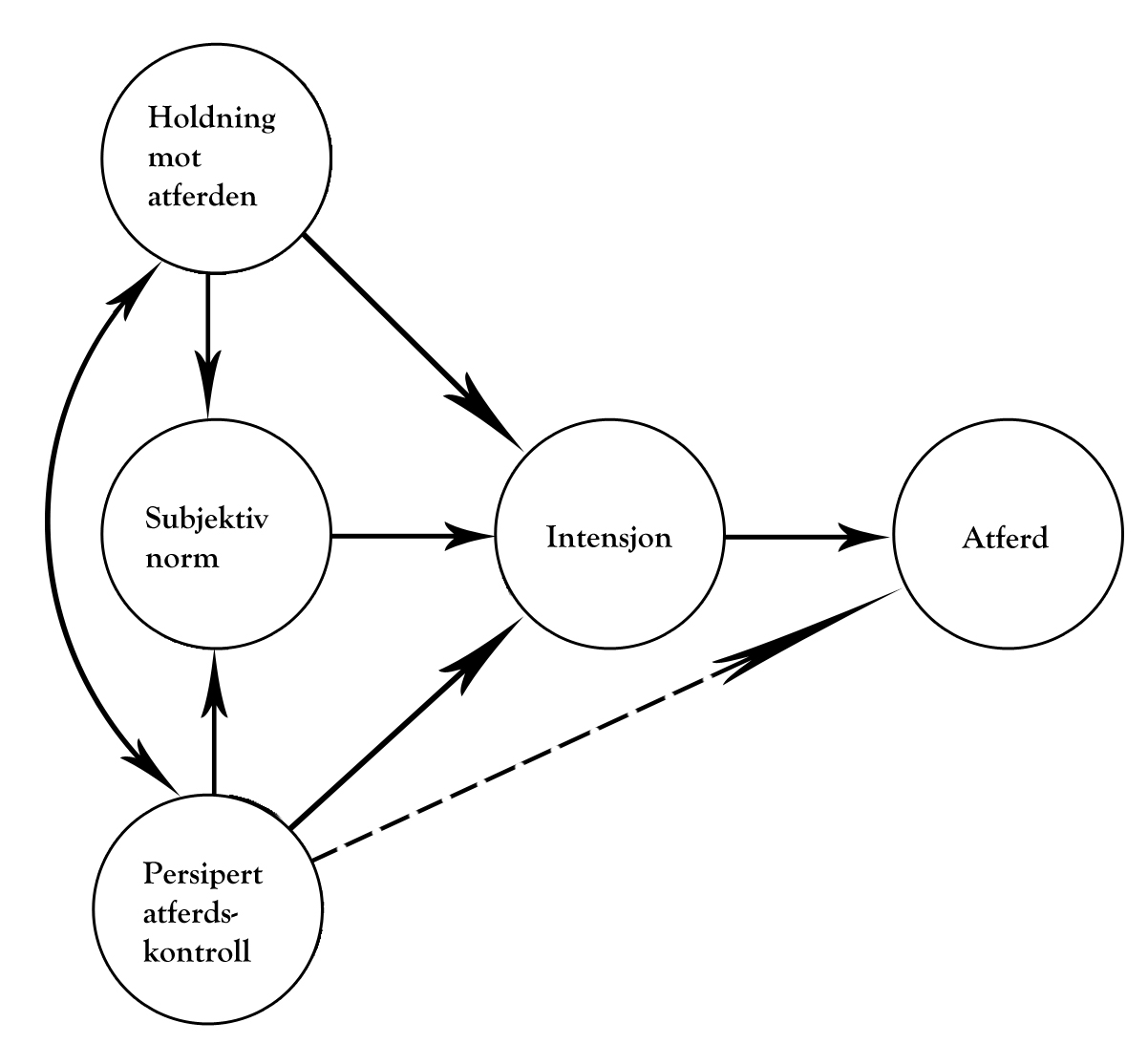
Versión traducida al noruego de la Teoría del comportamiento planificado. Adaptado de Ajzen, Icek (1991): "La teoría del comportamiento planificado" Comportamiento organizacional y procesos de decisión humanos, 50(2), 179-211.

La teoría de la acción razonada (del inglés: theory of reasoned action (TRA)) es un modelo general de las relaciones entre actitudes, convicciones, presión social, intenciones y conducta. Fue desarrollado por Martin Fishbein e Icek Ajzen (1975, 1980). Lo que pretende esta teoría, es predecir la conducta humana.
Las acciones se basan en las actitudes individuales, por lo que una teoría de la acción consiste esencialmente en una descripción de las actitudes. La información que permite la formación de las mismas es de tipo cognitivo, afectivo y conductual. 
La información cognitiva se refiere a las creencias y al conocimiento que poseemos acerca de un objeto. En forma similar, la información referida a las demás personas se basa en dichos componentes y es una causa importante de la formación de nuestra respuesta afectiva.
La información conductual también influye en las aptitudes, ya que evaluamos nuestras propias actitudes en forma similar a cómo lo hacemos con las de los demás.  

## El modelo de Ajzen y Fishbein
El modelo de actitudes mejor conocido, que vincula creencias y evaluaciones, es el propuesto por Ajzen y Fishbein. 
Los autores plantearon la hipótesis de que las actitudes están determinadas por las características que los observadores asocian con un objeto (sus creencias acerca del objeto). En el modelo se propone una fórmula que específica cómo se integran las creencias importantes de los individuos para formar una actitud general:
Ao =  ∑ bi ei       (Suma desde i=1 hasta i=n)         
en la que Ao es la actitud hacia el objeto, ∑ significa sumatoria, bi es la creencia i sobre el objeto, ei es la evaluación de la característica involucrada en la creencia i y n es el número de creencias importantes. 
Cada convicción (b) es una probabilidad, comprendida entre 0 y 1, que manifiesta la certeza con la que se relaciona la característica del objeto (la intensidad de la creencia). Cada evaluación (e) es una valoración comprendida entre -3 y +3, que refleja el valor positivo o negativo que asociamos a la característica.

## Ejemplo de aplicación
Imaginemos que le preguntamos a María su actitud acerca de los perros y digamos que nos contesta que es moderadamente positiva: +2 en una escala de -3 a +3. Otro individuo, José, señala una actitud un poco negativa: -1 en la misma escala. María diría que los perros son: “amistosos, lindos, ruidosos y juguetones”. José diría que son “violentos, escandalosos y leales”. Es evidente que estas distintas creencias explicarían las actitudes generales diferentes.
María está segura de que los perros son amistosos (b = 0,9), moderadamente segura de que son lindos (b = 0,7), algo segura de que son ruidosos (b = 0,4) y muy segura de que son juguetones (b = 0,8). Además, evaluó lo amistosos en forma muy positiva (e = +3), la agudeza como ligeramente positiva (e = +1), lo ruidosos algo negativamente (e = -1) y juguetones moderadamente positivo (e = +2). 
Para conseguir una estimación de la actitud general de María a partir de estos componentes de sus creencias, Ajzen y Fishbein multiplicaron 0,9 por +3 (amistosos), 0,7 por +1 (agudeza), 0,4 por -1 (ruidosos) y 0,8 por +2 (juguetones) y sumaron los productos dando + 4,6.  Por eso, la actitud general de María será favorable.
En el caso de José, la evaluación se calculó de la siguiente forma: 0,7 por -3 (violentos), 0,8 por -1 (escandalosos) y 0,6 por +2 (leales), dando una actitud negativa de -1,7.

## Conceptos clave

### Conducta
La teoría de acción razonada (TAR) pretende predecir y explicar la intención de una persona de realizar una conducta determinada. La teoría requiere que la conducta sea definida por los siguientes puntos: acción (ej. conseguir), objetivo (ej. conseguir una mamografía), contexto (ej. en un centro de salud) y tiempo (ej. en 12 meses). De acuerdo a la TAR, la intención es el principal motivador de la conducta, mientras otros dos determinantes claves son las actitudes y normas subjetivas.

### Actitudes
De acuerdo al TAR, las actitudes son una de las determinantes claves de la intención conductual y se refiere a cómo la persona se siente sobre una conducta determinada. Estas actitudes están influenciadas por dos factores: las creencias conductuales respecto a las consecuencias de la conducta realizada (ej. si el resultado es probable o no) y la evaluación de las posibles consecuencias (ej. si el resultado será positivo o no). Las actitudes hacia una conducta pueden ser positivas, negativas o neutrales. La teoría estipula que una correlación directa entre las actitudes y las consecuencias, de manera que si una persona cree que una determinada conducta llevará a una consecuencia favorable, es más probable tener una actitud positiva hacia esa conducta. Alternativamente, si una persona cree que una determinada conducta llevará a una consecuencia desagradable, será probable que tenga una actitud negativa hacia la conducta.

#### Creencia conductual
La creencia conductual es la asociación entre la realización de una conducta determinada con ciertos resultados.

#### Evaluación
La evaluación de la consecuencia se refiere a la manera en que las personas perciben y evalúan las posibles consecuencias de una conducta realizada. Esas evaluaciones se conciben como "bueno o malo".

## Origen de las creencias
Si las actitudes se basan en las creencias, entonces comprender la formación de actitudes demanda considerar el origen de  las creencias.
Las creencias basadas en experiencias directas con un objeto son más accesibles que las creencias basadas en experiencias indirectas, por lo que en el primer caso las actitudes correspondientes predicen mejor las conductas basadas en ellas que las previstas en el segundo caso.

## Congruencia entre actitudes y conducta
En primer lugar, las medidas de las actitudes y las conductas deben ser compatibles. Esto es, si la medida de la actitud valora una actitud general (hacia un objeto, persona o tema), entonces la medida de la conducta debe también ser general. En contraste, si la medida de la actitud evalúa una actitud específica (hacia una conducta), entonces la medida de la conducta debe también ser específica.
El segundo factor que influye en la congruencia entre actitudes y conductas es la naturaleza de estas últimas. Las actitudes predicen las conductas sólo cuando están bajo el control de la voluntad.
El tercer factor es la naturaleza de la actitud. Las actitudes que se basan en la experiencia directa, predicen mejor la conducta que las actitudes basadas en la experiencia indirecta.
El cuarto factor de influencia de la congruencia entre actitudes y conductas es la dimensión de personalidad de autosupervisión,  que es un atributo que se refiere al grado en el que confiamos en las señales internas de la conducta o bien en las externas.  La autosupervisión escasa está basada en estados internos relevantes, como las actitudes, valores y creencias, manifestando una sustancial congruencia entre actitudes y conductas.